# Therea petiveriana
Therea petiveriana — вид тараканов. Обитают в южной части Индии. Окрашены в чёрный цвет с крупными белыми пятнами. У самок антенны более короткие, чем у самцов. Считается, что взрослые особи мимикрируют под агрессивных жуков вида Anthia sexguttata. Во время дневной жары зарываются в подстилку из листьев или почву. Как и другие тараканы, используют феромоны для коммуникации. Подобно термитам, у этих тараканов есть симбиотические жгутиконосцы и бактерии в кишечнике, которые помогают пищеварению.
Популярны в качестве домашних питомцев, их несложно содержать.